# Iatromatematik
Iatromatematiken är en senantik gren av astrologin som i grunden går ut på att man med ledning av en persons födelsedatum, kan räkna ut vilka sjukdomar personen kommer att få under livet. Vidare att stjärntecken bestämmer när sjukdomar bryter ut osv.
Möjligen kan iatromatematiken ha sin grund i en form av gammal egyptisk läkekonst. Det ska ha funnits en del grundläggande information om den i det stora verk om astrologi som påstods vara skrivet av de egyptiska författarna Nechepso och Petosiris och som låg till grund för den grekiska astrologin. Av detta verk finns dock bara några fragment kvar idag, och därför är det svårt att utröna hur det egentligen förhåller sig. I det man kan utläsa i andra texter verkar de egyptiska inslagen inte vara så stora. Bland dessa andra texter kan märkas:
- En hermetisk traktat, i vilken Hermes Trismegistos påstås vara denna konsts uppfinnare. Här berättas till exempel att människan förbinds med planeterna med ett slags strålar, vilket bl.a. ger som resultat att: "...det högra ögat tillhör solen, det vänstra månen, öronen Saturnus, hjärnan Jupiter, tungan Merkurius och luktsinnet och smaken Venus."
- En text av Ptolemaios som behandlar planeternas relationer till kroppsliga organ.

Även romarna verkar ha sysslat med iatromatematik. Plinius d.ä. nämner i den 29:e boken av sin Naturalis Historia att: "Crinas av Massalia sammanförde medicin med en annan konst... ...och lät stjärnorna bestämma patienternas diet enligt astronomernas almanackor."